# 大庭城
大庭城（おおばじょう）は、神奈川県藤沢市大庭にあった日本の城。城跡には現在も多くの遺構が残り、大庭城址公園として整備されている。2021年（令和3年）に「大庭城跡」として藤沢市指定史跡に指定された。

## 歴史・沿革

### 大庭氏の時代
平安時代の末期、この地は大庭御厨と呼ばれる伊勢神宮の荘園であった。この荘園は、桓武平氏の流れをくむ鎌倉景正（権五郎、景政とも表記）によって開拓され、伊勢神宮に寄進されたもので、のち子孫は大庭氏に改姓し、代々治めていた。
城を築城したのは大庭景親の父にあたる大庭景宗と言われている。「大庭の舘（たて）」とも呼ばれ、景親らの軍事拠点として重要な役割を果たしたと想定される。石橋山の戦いで源頼朝に勝ったものの、一族のほとんどは筑前(現在の福岡県)に渡ってしまうが景親は最後まで抵抗し、捕らえられ斬首される。その後兄の大庭景義の子である大庭景兼（小次郎景兼）が和田合戦にまきこまれ大庭氏は滅亡したとされていたが、現在では、筑後（現在の福岡）に逃れたという説が有力とされている。
大庭氏の子孫および一族の存続を示す具体的な記録の一つとして、相模国の大庭三郎景連が備後の新庄本郷に地頭として任命され、建保元年（1213年）、当地で築城した事例がみえる。のち大場氏と称した。なおこれも大庭城（または大場山城、本郷城などの別称あり）との呼称が残っている。

### 扇谷上杉氏の時代
扇谷上杉氏の家臣であり江戸城を築城した築城の名手太田道灌が鎌倉と糟屋館の中間地点のこの地に最新の技術を取り入れ築城工事をおこなったと言われている。しかしこの後相模を侵攻してきた北条早雲によって大庭城は落城してしまう。なおこの戦には「舟地蔵伝説」が残っている。

### 後北条氏の時代
東相模を制圧した早雲は大庭城を大改修したが、玉縄城を築城したので利用価値は低くくなり後北条氏が滅ぶと廃城になった。

### 現在
戦国時代の大規模な空堀や土塁などが残っており、大庭城址公園として保存され、藤沢市の史跡に指定されている。周辺は湘南ライフタウンとして開発されたが、二番構や駒寄など大庭城由来の地名が残っている。